# Elecciones municipales de Quito de 1970
Las elecciones municipales de Quito de 1970 se llevaron a cabo como parte de las Elecciones seccionales de Ecuador del mismo año. Resultó elegido el exministro de obras públicas de Camilo Ponce Enríquez, Sixto Durán Ballén del Partido Social Cristiano, siendo su principal contendor Manuel Córdova Galarza de la recién fundada Izquierda Democrática.
A los 2 meses de haber asumido el cargo, Velasco Ibarra se declaró dictador, pero permitió que Durán-Ballén se mantenga en su cargo, lo mismo hizo Guillermo Rodríguez Lara, quién lo ratificó en su cargo en 1974, continuando hasta 1978.
Fuentes: